# Hanang-Graumull
Der Hanang-Graumull (Fukomys hanangensis) ist eine Art der Graumulle (Fukomys) innerhalb der Sandgräber (Bathyergidae), die vor allem an die unterirdische und grabende Lebensweise angepasst ist. Die Art wurde 2017 von einer Arbeitsgruppe um Chris G. Faulkes beschrieben und ist bislang nur aus der Region um den Berg Hanang und um Mbulu in Tansania dokumentiert.

## Merkmale
Der Hanang-Graumull ist ein vergleichsweise kleiner bis mittelgroßer Graumull und erreicht eine Kopf-Rumpf-Länge von etwa 11 Zentimetern, das Gewicht beträgt etwa 35 bis 140 Gramm, wobei die Männchen im Schnitt etwas schwerer sind. Der sehr kurze Schwanz wird etwa 12,2 Millimeter lang, die Hinterfußlänge beträgt 23,1 Millimeter. Ein ausgeprägter Sexualdimorphismus kommt nicht vor. Die Rückenfärbung der Tiere ist gelblich-braun bis dunkelbraun mit einer kürzeren und schwarzen Unterwolle. Auf der Stirn besitzen die Tiere im Gegensatz zu verwandten Arten keinen helleren Fleck.

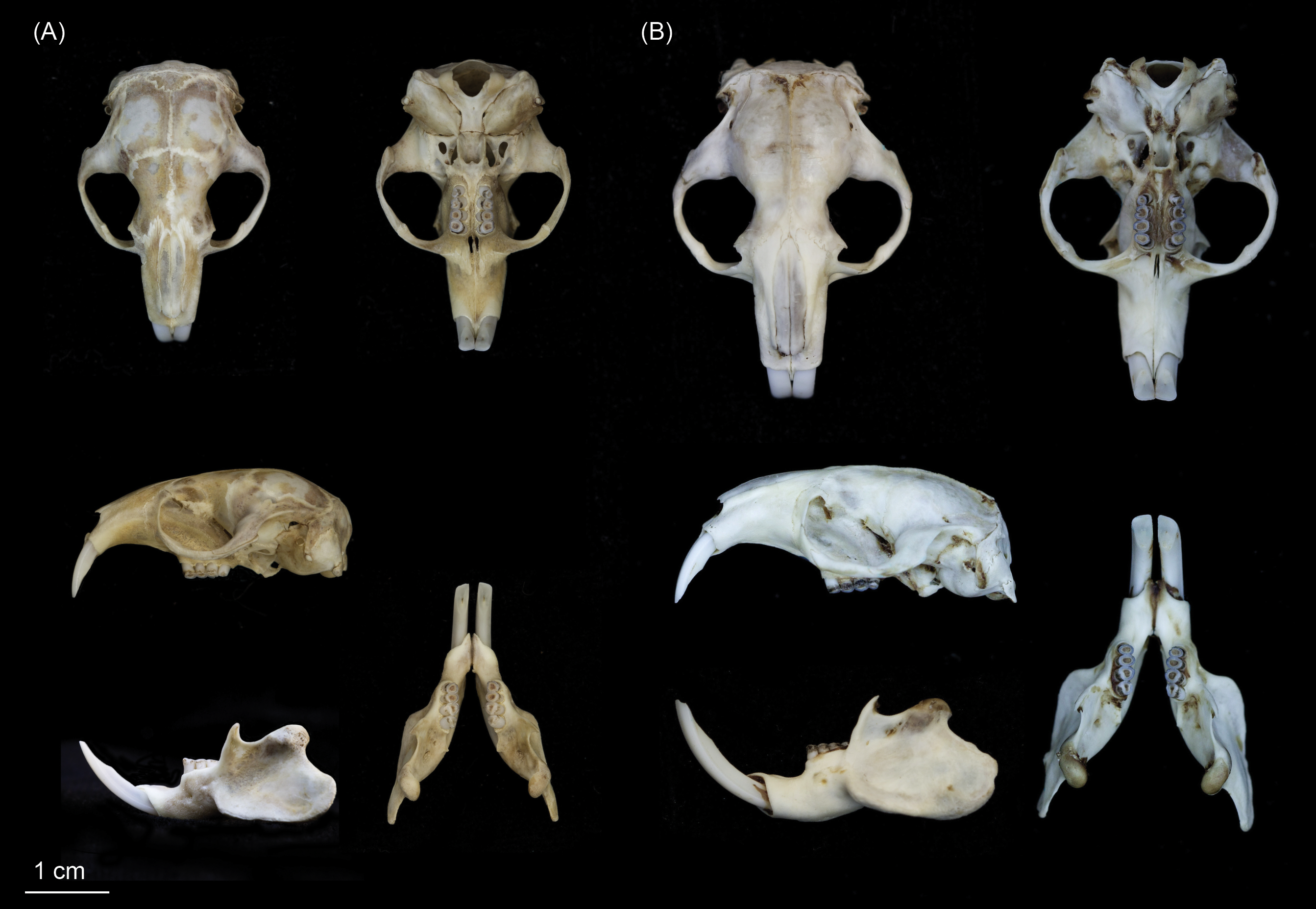
Schädel von Fukomys livingstoni (A) und Fukomys hanangensis (B) im Vergleich

Verglichen mit dem zeitgleich beschriebenen Fukomys livingstoni besitzt F. hanangensis einen etwas längeren und breiteren Schädel mit einer ebenfalls längeren und höheren Schnauzenregion. Von anderen afrikanischen Graumullarten ist Fukomys hanangensis anhand äußerer Merkmale nur schwer zu unterscheiden. Die Art zeichnet sich vor allem durch spezifische Schädelmerkmale, allometrische Daten und genetische Merkmale aus.

## Verbreitung
Fukomys hanangensis ist bislang nur aus der Region um den Berg Hanang und um Mbulu in Tansania dokumentiert. Die beschriebenen Tiere aus der Hanang-Region stammen aus mehreren Kolonien bei den Dörfern Gitting und Jorodom in einer Höhe von etwa 1900 Metern, die aus dem Umland von Mbulu aus etwa 2100 Metern Höhe.

## Lebensweise
Über die Lebensweise des Hanang-Graumulls liegen keine konkreten Angaben vor, sie entspricht jedoch wahrscheinlich der nahe verwandter Graumulle. Die Tiere leben entsprechend wie andere Graumulle unterirdisch und sozial in Kolonien. Sie sind herbivor und ernähren sich von unterirdischen Knollen, Wurzeln und anderen Pflanzenteilen. Die Kolonien der Typusexemplare befanden sich in Graslandgebieten in direkter Nähe zu landwirtschaftlich genutzten Flächen mit Anbau von Mais, Zuckerrohr, Cassava und Bananen.

## Systematik
Fukomys hanangensis wird als eigenständige Art innerhalb der Gattung der Graumulle (Fukomys) eingeordnet, die aus zehn bis vierzehn Arten besteht. Die wissenschaftliche Erstbeschreibung stammt von einer Arbeitsgruppe um Chris G. Faulkes aus dem Jahr 2017, die die Art anhand eines sexuell aktiven Weibchens als Typus sowie 39 weiteren Individuen beschrieb. Die Gruppe hatte bereits bei Untersuchungen 2010 anhand vorläufiger genetischer Daten festgestellt, dass im Bereich Hanang eine von den bekannten afrikanischen Arten getrennte Art existiert, die sie 2017 mit gesicherten Daten beschreiben konnte. Benannt wurde die Art nach dem Berg und der Region Hanang, in der die Art entdeckt wurde.
Innerhalb der Art werden neben der Nominatform keine Unterarten unterschieden.

## Status, Bedrohung und Schutz
Der Hanang-Graumull wird von der International Union for Conservation of Nature and Natural Resources (IUCN)  als „stark gefährdet“ (Endangered) gelistet. Einheimische am Berg Hanang fangen die Art zu medizinischen Zwecken, und allgemein gilt sie als Ackerschädling und wird deshalb bejagt. Die Zunahme der Bevölkerung in den Habitaten der Art wirkt sich ebenfalls negativ auf den Bestand von Fukomys hanangensis aus.

## Belege
1. 1 2 3 4 5 6 7 8  C.G. Faulkes, G.F. Mgode, E.K. Archer, N.C. Bennett: Relic populations of Fukomys mole-rats in Tanzania: description of two new species F. livingstoni sp. nov. and F. hanangensis sp. nov. PeerJ 5, e3214, 2017. doi:10.7717/peerj.3214
2. ↑  Chris G. Faulkes, Georgies F. Mgode, Steven C. Le Comber, Nigel C. Bennett: Cladogenesis and endemism in Tanzanian mole-rats, genus Fukomys: (Rodentia Bathyergidae): a role for tectonics? Biological Journal of the Linnean Society 100 (2), 1. Juni 2010; S. 337–352. doi:10.1111/j.1095-8312.2010.01418.x